# 總統府共諜案
總統府共諜案（又稱王仁炳洩密案）是曾擔任中華民國總統府參事室專門委員王仁炳於2004年3月至2008年5月間，以收受不等程度報酬為代價，將包括前、後任中華民國總統交接事宜等逾十件總統府機密公文洩漏給中華人民共和國諜報單位的犯罪事件，是中華民國總統府自1949年起，首度被司法單位搜索的案件，2014年3月14日中華民國最高法院判處王仁炳有期徒刑2年定讞，同年4月16日發監執行。